# Krzysztof Formicki
Krzysztof Formicki (ur. 7 grudnia 1957 w Szczecinie) – polski profesor nauk rolniczych w zakresie rybactwa, ichtiolog, profesor zwyczajny Zachodniopomorskiego Uniwersytetu Technologicznego w Szczecinie, prorektor Akademii Rolniczej w Szczecinie (2005–2008).

## Życiorys
W 1981 ukończył studia na Akademii Rolniczej w Szczecinie. Po studiach został zatrudniony w macierzystej uczelni, gdzie przeszedł przez wszystkie szczeble kariery akademickiej. W 1984 został doktorem. Stopień naukowy doktora habilitowanego uzyskał w 1991 m.in. na podstawie monografii Wpływ stałego pola magnetycznego na wczesne stadia ontogenezy ryb łososiowatych na tle podstawowych osiągnięć nauki w zakresie wpływu tych pól na organizmy żywe. Tytuł naukowy profesora nauk rolniczych otrzymał 26 listopada 1998. W 1999 został kierownikiem Katedry Hydrobiologii, Ichtiologii i Biotechnologii Rozrodu. W latach 2002–2005 był dziekanem Wydziału Nauk o Żywności i Rybactwa, zaś w latach 2005–2008 pełnił funkcję prorektora Akademii Rolniczej. W styczniu 2009 został powołany na pełnomocnika do spraw transferu technologii i współpracy z gospodarką. 
Od 2009 pracuje na stanowisku profesora zwyczajnego w Zachodniopomorskim Uniwersytecie Technologicznym w Szczecinie. Specjalizuje się w fizjologii rozrodu i ichtiobiologii. Opublikował ok. 200 prac, był promotorem w ośmiu przewodach doktorskich. Został członkiem Polskiego Towarzystwa Hydrobiologicznego i Szczecińskiego Towarzystwa Naukowego. Wybierany w skład Centralnej Komisji do Spraw Stopni i Tytułów.

## Odznaczenia i nagrody
- Medal Amicus Scientiae et Veritatis (1987)
- Złoty Krzyż Zasługi (2000)
- Medal Komisji Edukacji Narodowej (2001)
- Zachodniopomorski Nobel (2004)[1]